# Пјано Квинто (Кунео)
Пјано Квинто је насеље у Италији у округу Кунео, региону Пијемонт.
Према процени из 2011. у насељу је живело 61 становника. Насеље се налази на надморској висини од 694 м.